# Francia ai XV Giochi olimpici invernali
La Francia partecipò ai XV Giochi olimpici invernali, svoltisi a Calgary, Canada, dal 13 al 28 febbraio 1988, con una delegazione di 68 atleti impegnati in nove discipline.